# The Doctor's Strategy
Pour plus de détails, voir Fiche technique et Distribution.
The Doctor's Strategy (littéralement : La Stratégie du médecin) est un film muet américain réalisé par Frank Cooley, sorti en 1915.

## Fiche technique
- Titre : The Doctor's Strategy
- Réalisation : Frank Cooley
- Scénario : St. John Terrell
- Producteur :
- Société de production : American Film Manufacturing Company
- Société de distribution : Mutual Film
- Pays de production :  États-Unis
- Langue : film muet avec les intertitres en anglais
- Métrage : 300 m
- Format : Noir et blanc — 35 mm — 1,33:1 — Muet
- Genre : Comédie dramatique
- Durée : 10 minutes
- Date de sortie : 
  - États-Unis : 9 mars 1915

## Distribution
- Fred Gamble : M. Jones
- Gladys Kingsbury : Mme Jones
- Irving Cummings : Jack Bedford
- Virginia Kirtley : Lucy Jones
- Joe Harris : Dr. Clow